# Isarachnactis lobiancoi
Isarachnactis lobiancoi är en korallart som först beskrevs av Oscar Henrik Carlgren 1912.  Isarachnactis lobiancoi ingår i släktet Isarachnactis och familjen Arachnactidae. Inga underarter finns listade i Catalogue of Life.